# Dimerostemma
Dimerostemma, rod glavočika iz podtribusa Ecliptinae, dio tribusa Heliantheae, potporodica  Asteroideae. Pripada mu 31 vrsta endemičnih za Južnu Ameriku.
Tipična vrsta je Dimerostemma brasilianum Cass.; Rod je opisan u Bulletin des Sciences, par la Societe Philomatique 1817: 11. 1817.

## Vrste
1. Dimerostemma annuum (Hassl.) H.Rob.
2. Dimerostemma apense (Chodat) M.D.Moraes
3. Dimerostemma arnottii (Baker) M.D.Moraes
4. Dimerostemma asperatum S.F.Blake
5. Dimerostemma aspilioides (Griseb.) M.D.Moraes
6. Dimerostemma bahiense (H.Rob.) M.D.Moraes
7. Dimerostemma bishopii H.Rob.
8. Dimerostemma brasilianum Cass.
9. Dimerostemma episcopale (H.Rob.) H.Rob.
10. Dimerostemma goyazense (Gardner) M.D.Moraes
11. Dimerostemma grazielae H.Rob.
12. Dimerostemma grisebachii (Baker) M.D.Moraes
13. Dimerostemma hatschbachii (H.Rob.) M.D.Moraes
14. Dimerostemma herzogii (Hassl.) M.D.Moraes
15. Dimerostemma hieronymi (Hassl.) M.D.Moraes
16. Dimerostemma humboldtianum (Gardner) H.Rob.
17. Dimerostemma indutum (Chodat) M.D.Moraes
18. Dimerostemma lippioides S.F.Blake
19. Dimerostemma matogrossense (G.M.Barroso) M.D.Moraes
20. Dimerostemma myrtifolium (Chodat) M.D.Moraes
21. Dimerostemma oblongum (Gardner) M.D.Moraes
22. Dimerostemma oppositifolium (A.A.Sáenz) M.D.Moraes
23. Dimerostemma paneroi M.D.Moraes
24. Dimerostemma paraguariense (Chodat) M.D.Moraes
25. Dimerostemma pseudosilphioides (Hassl.) M.D.Moraes
26. Dimerostemma reitzii (H.Rob.) M.D.Moraes
27. Dimerostemma retifolium S.F.Blake
28. Dimerostemma scabrosum V.R.Bueno & J.N.Nakaj.
29. Dimerostemma tenuifolium (Hassl.) M.D.Moraes
30. Dimerostemma vestitum S.F.Blake
31. Dimerostemma virgosum H.Rob.

## Sinonimi
- Angelphytum G.M.Barroso; Bol. Soc. Argent. Bot., 19(1-2): 9 (1980)